# 6TD-2

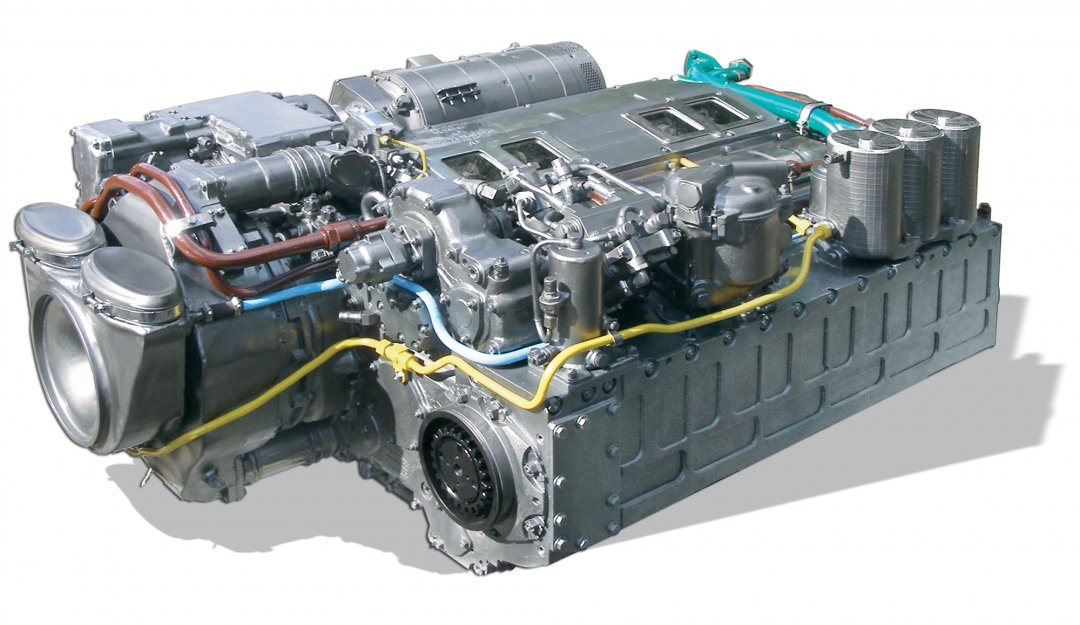
Motor diésel 6TD-2

El motor diésel 6TD-2 es un motor de origen ucraniano, usado en los carros de combate MBT-2000, Al-Khalid y Al-Zarrar, actualmente producido por la planta SE V.O. Malyshev - ZIM.

## Características
El motor desarrolla una potencia motora de 1200 caballos (895 kW) a 2800 rpm. Su relación potencia-peso varía de acuerdo al tanque que haya sido adaptado.
| Especificaciones                     | Valor (en hp/cm/mm/kg/porcentaje) |
| ------------------------------------ | --------------------------------- |
|                                      |                                   |
| Potencia total                       | 1200                              |
| Número de cilindros                  | 6                                 |
| Cilindraje (litros)                  | 16.3                              |
| Torque máximo (Nm)                   | 282                               |
| Velocidad (en r. p. m.)              | 2800                              |
| Longitud                             | 1602                              |
| Ancho                                | 955                               |
| Altura                               | 581                               |
| Volumen                              | 3.2 m³                            |
| Peso                                 | 1180 kg                           |
| Consumo(g/kW-h \ g-/hp-h)            | 218 \160                          |
| Temperatura de operación máxima (Cº) | 55                                |

## Usos
- Al Zarrar
- Al-Khalid
- BTR-3
  - BTR-3U
- BTR-4
- BREM Atlet
- MBT-2000
- T-84 Oplot